# Francisco-Carlos de Velbrück

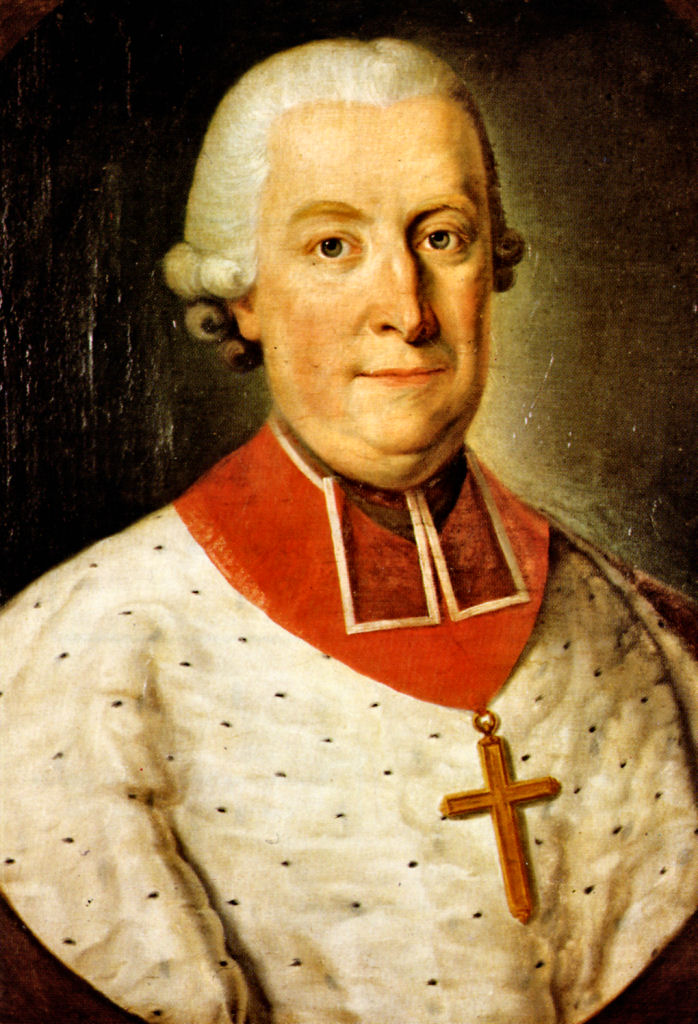
Francisco-Carlos de Velbrück.

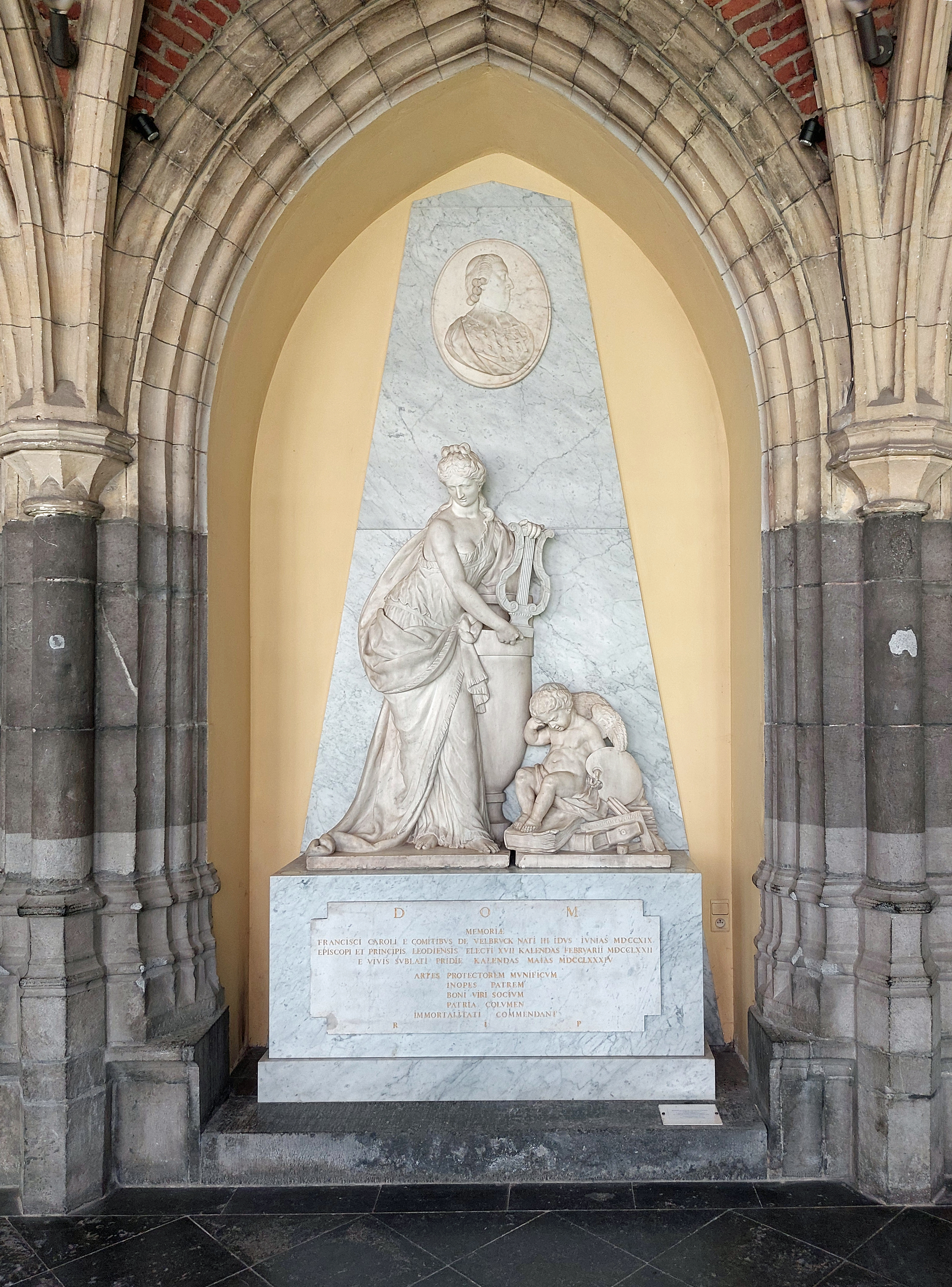
Mausoleo en el claustro de la Catedral de Saint-Paul de Lieja.

Francisco-Carlos de Velbrück (Düsseldorf, 1719 - Tongres, 1784) fue Príncipe-obispo de Lieja, del 16 de febrero de 1772 a su muerte en 1784. 
En 1735, Velbrück fue canónigo de la Catedral de San Lambert de Lieja. Ganó numerosos puestos diplomáticos religiosos. Trabajó en particular, a la Corte de Viena en nombre del Príncipe-Obispo de Lieja Juan-Teodoro de Baviera y por Luis XV de Francia. Este excepcional curso en el cuerpo diplomático y eclesiástico hizo la única figura capaz de convertirse en el nuevo príncipe-obispo de Lieja en las elecciones de 1772. Él asumirá esta tarea hasta 1784.
Su reinado vio el nacimiento de varias iniciativas sociales, artísticas e intelectuales. Como un "déspota ilustrado" receptivo a las ideas progresistas emergentes en las últimas décadas del Antiguo Régimen, trato de introducir las ideas de la Filosofía ilustrada en el Principado, pero la falta de dinero o poder hizo que estos proyectos no siempre tuvieran éxito. Un cierto letargo y estrechez de miras reinaban entonces en el Principado, impidiendo cualquier progreso real. Se intenta luchar contra las desigualdades de clase y la pobreza, incluida la creación de un hospital público y escuelas gratuitas. Velbrück fue un gran protector de los artistas, e incluso, los poetas manifestantes. En la esfera artística, como un mecenas, contribuyó mucho al resurgimiento de las artes en el principado. En 1774, abrió una academia pública de pintura, escultura y grabado, al frente de la cual nombró a su protegido, el escultor Guillaume Evrard.
Su mausoleo es restaurado desde el 15 de junio de 2000 en el claustro de la Catedral de Saint-Paul de Lieja. El epitafio de su tumba y refleja la alta estima al pueblo de Lieja en su contra. 
A diferencia de los de sus predecesores, su cuerpo no fue arrojado en la fosa común y su mausoleo no fue destruida durante la Revolución de Lieja.